# Boriszlav

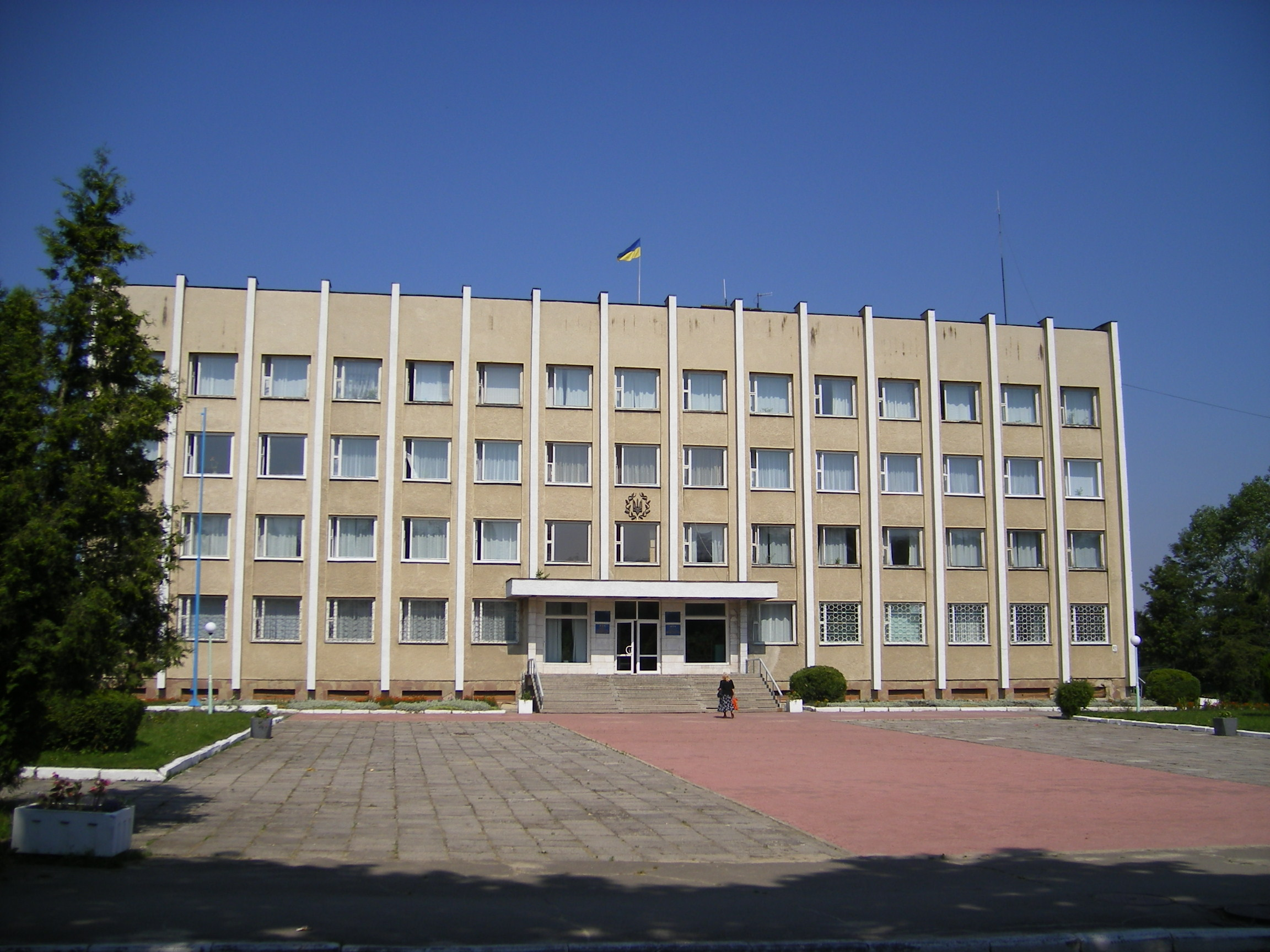
A Boriszlavi Városi Tanács épülete

Boriszlav (Борислав, lengyelül Borysław) város Nyugat-Ukrajnában, a Lvivi terület Drohobicsi járásában. A Tiszmenicja-folyó partján, a Kárpátok lábánál levő medencében fekszik, Drohobicstól 10 km-re délnyugatra. A 2001-es népszámláláskor 38,1 ezer lakosa volt, közigazgatási területe 30,7 km². Elsősorban nagy hagyományú kőolajkitermeléséről nevezetes. 

## Történelem
A mai Boriszlav vidéke már a bronzkorban is lakott hely volt, a 9.-13. században pedig erődje is volt, mely a Tusztan nevet viselte és a Kijevi Rusz nyugati határerődje volt. A terület a Halics-Volhíniai fejedelemségtől a 14. században került Lengyelországhoz, első írásos említése 1387-ből származik. 1772-ben az osztrák Galícia tartományhoz csatolták. 1854-ben tárták fel világviszonylatban is jelentős ozokeritkészleteit (ezt a bitumenfajtát útépítéshez, elektrotechnikai szigetelők és vízhatlan vásznak gyártásához használják). Az első olajkutakat 1861-ben nyitották meg, alig két évvel a világelső pennsylvaniai feltárások után, a Lembergben működő Ignacy Łukasiewicz vezette a kutatásokat. A századfordulóra a kitermelés felgyorsult, 1909-ben már 1,92 millió tonna kőolajat termeltek (az akkori világtermelés 5%-a). Az itteni mezőkről látták el az 1904-ben alapított nyírbogdányi kőolajfinomítót is. 1880-ban 15,5 ezer lakosa volt (62%-a zsidó nemzetiségű volt). 1886-ban olajbányászati iskolát nyitottak. 1872 szilveszterén megnyitották a vasúti szárnyvonalat Drogobics felé. A városban fejlett munkásmozgalom alakult ki, 1904-ben volt a legnagyobb sztrájk.
Az 1918–1919-es lengyel–ukrán háborúk eredményeként a várost Lengyelország Lwówi vajdaságához csatolták. 1920-ban a bányászati iskolát főiskolává bővítették. 1931-ben 41 ezer lakosa volt (48%-a lengyel, 28%-a zsidó, 23%-a ukrán nemzetiségű ). Az akkori Lengyelország egyik legfontosabb ipari központjaként 1932-ben városi rangot kapott. 1939 szeptemberében az Ukrán SZSZK-hoz csatolták, majd 1941–1944 között német megszállás alatt volt (a Főkormányzóság részeként). 1959 óta a Lvivi területhez tartozik. 1967-ben 35,3 ezer lakosa volt. 

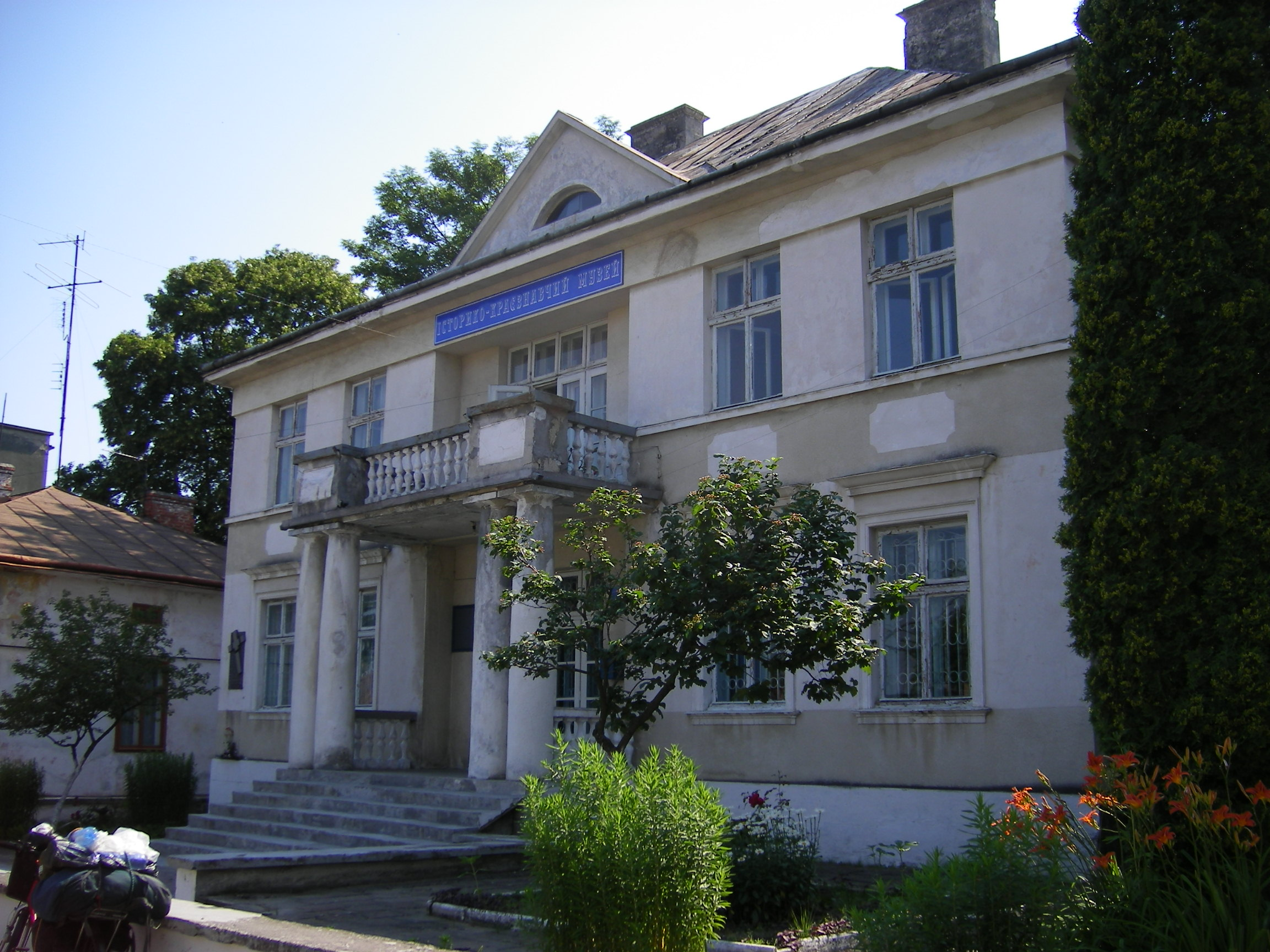
A boriszlavi helytörténeti múzeum

## Gazdaság
A városban ma is folyik kőolaj- és ozokeritkitermelés, de már csak helyi jelentősége van (már 1940-re kimerültek a fontosabb készletek). A város ugyanakkor sokoldalú iparral rendelkezik: vegy- (lakk- és festékgyártás), bútor-, porcelán-, textil-, cipő és húsipara is van. A környező hegyvidék számottevő idegenforgalmat vonz. Közelében ásványvízkitermelés is folyik.
Boriszlavot vasúti szárnyvonal köti össze Drohobicscsal, országúti összeköttetése van Szambirral és Truszkaveccel is. A Sztrij-folyó völgye felé vezető út Szhidnicja üdülőtelepüléssel biztosít összeköttetést, további szakasza (Turka felé) nehezen járható. Lviv közúton 90 km-re fekszik.

## Nevezetességek
A városban szobrot állítottak Tarasz Sevcsenkónak (1940), Ivan Frankónak (1958), Adam Mickiewicznek (1898) és Sztepan Banderának (1998). A közeli Nahujevicsiben született Ivan Franko több művében is foglalkozott a boriszlavi bányászok életével. A Szt. Miklós-templomot 1899-ben építették. Helytörténeti múzeuma elsősorban a bányászat történetét mutatja be.